# امتياز الجسد
امتياز الجسد هو مفهوم يستخدم لشرح المزايا أو المنافع الاقتصادية والاجتماعية والسياسية المخصصة للنساء والرجال فقط حسب مظهرهم الجسدى، كمثال شائع لشكل الجسم «المثالي» حسب المعايير الغربية هو انه الجسم الرفيع و الطويل ونامي العضلات.
يمكن أن تُستخدم الأفكار الأكاديمية مثل تأثير الهالة لشرح امتياز الجسد، شارحةً لظاهرة اعتبار الأشخاص الجذابين أنهم أشخاص صالحون اعتمادًا على مظهرهم.

## نظرة عامة
امتياز الجسد هو مفهوم منسوب حديثًا. تم استعارة المفهوم من فكرة بيجي ماكنتوش عن الامتياز الأبيض والذي تطور إلى فكرة أن الامتياز يمكن أن يعتمد على حجم جسم الشخص.
صاغت سمانثا كوان تعريف «امتياز الجسد» وشرحت كيف يؤثرعلى الحياة اليومية لبعض الأشخاص.